# North Little Rock
North Little Rock es una ciudad ubicada en el condado de Pulaski en el estado estadounidense de Arkansas. En el Censo de 2010 tenía una población de 62304 habitantes y una densidad poblacional de 439,21 personas por km².

## Geografía
North Little Rock se encuentra ubicada en las coordenadas 34°46′55″N 92°14′6″O / 34.78194, -92.23500. Según la Oficina del Censo de los Estados Unidos, North Little Rock tiene una superficie total de 141.86 km², de la cual 133.37 km² corresponden a tierra firme y (5.98%) 8.48 km² es agua.

## Demografía
Según el censo de 2010, había 62304 personas residiendo en North Little Rock. La densidad de población era de 439,21 hab./km². De los 62304 habitantes, North Little Rock estaba compuesto por el 54.02% blancos, el 39.73% eran afroamericanos, el 0.39% eran amerindios, el 0.94% eran asiáticos, el 0.07% eran isleños del Pacífico, el 2.71% eran de otras razas y el 2.14% pertenecían a dos o más razas. Del total de la población el 5.71% eran hispanos o latinos de cualquier raza.